# Liolaemus curis
Espèce
Statut de conservation UICN

 CR B1ab(ii,iii,v)+2ab(ii,iii,v) : 
En danger critique
Liolaemus curis est une espèce de sauriens de la famille des Liolaemidae.

## Répartition
Cette espèce est endémique du Chili.

## Description
C'est un saurien vivipare.

## Publication originale
- Núñez & Labra, 1985 : Liolaemus curis, a new lizard from the Los Andes Range, central Chile. Copeia, vol. 1985, no 3, p. 556-559.